# Andre Gaddy
Andre Gaddy (Brooklyn, 22 aprile 1959) è un ex cestista statunitense, professionista in Italia.

## Carriera
Venne selezionato dagli Houston Rockets al quarto giro del Draft NBA 1982 (85ª scelta assoluta), ma non giocò mai nella NBA.

## Palmarès
- Campione CBA (1984)
- CBA Playoff MVP (1984)